# Reaching into Infinity
Reaching into Infinity é o sétimo álbum de estúdio da banda inglesa de power metal DragonForce, lançado em 19 de maio de 2017. É o primeiro álbum de estúdio com Gee Anzalone na bateria e o segundo produzido por Jens Bogren.
Um vídeo para a canção "Ashes of the Dawn" foi lançado em 15 de maio de 2017. O tecladista Vadim Pruzhanov não apareceu no clipe, nem nos shows feitos à época da gravação do álbum. Em um vídeo publicado em seu canal oficial no YouTube, ele explicou que queria ter mais tempo para sua filha e que, devido a limitações contratuais, ele teve de escolher entre tocar em todos ou nenhum dos shows. Escolheu a segunda opção e estará ausente da turnê promocional também.
Também é o álbum com edição regular mais longa, com 60 minutos e 46 segundos, batendo Ultra Beatdown por mais de dois minutos. O álbum também conta com a "The Edge of the World", que é a mais longa canção já lançada pelo DragonForce com 11 minutos e 3 segundos.

## Antecedentes, conceito e gravação
O álbum foi escrito pelo baixista Frédéric Leclercq (principalmente) e pelo guitarrista Sam Totman, com uma canção sendo escrita por Vadim e a maior parte das letras sendo escritas pelo vocalista Marc Hudson.
Frédéric afirmou que ele é mais chegado ao heavy metal traditional, thrash metal, death metal, black metal e metal progressivo do que ao power metal, que é o motivo pelo qual o álbum soa diferent dos lançamentos anteriores do DragonForce. Perguntado sobre as composições de Frédéric e a possível influência de seu projeto paralelo de death metal Sinsaenum, o guitarrista Herman Li respondeu: "Nós tentamos usar as habilidades de todos, que é algo que nós não fazíamos tanto no começo da banda. Eu não acho que o Sionsaenum fez muita diferença, porque ainda tem muitas ideias que nós não conseguimos colocar no DragonForce ainda, e se você coloca muitas ideias novas você perde o foco. [...]" A banda inicialmente queria chamar um convidado para fazer os vocais guturais, mas eventualmente testaram Marc para a função e ficaram satisfeitos com o resultado.
Herman descreve o álbum como o "mais diverso" deles e também como "escapista", dizendo que as pessoas devem ouvi-lo de forma a deixar temporariamente a loucura do mundo. Com efeito, o nome do álbum foi pensado para ser uma referência a como a banda gostaria que sua música levasse as pessoas de qualquer lugar para qualquer época.
O álbum foi gravado em vários locais, incluindo o Fascination Street Studios, na Suécia; Lamerluser Studios, em Londres, Reino Unido; Dark Lane Studios, em Witney, Reino Unido; Evil1 Studios, em Charleville-Mézières, França; e Shredforce One Studios, na Califórnia, Estados Unidos. Em vez de reservar algum tempo para trabalhar no álbum de uma vez só, a banda intercalou passagens no estúdio com os shows da turnê. Frédéric comentou:
| “ | Nós estávamos voando para fora, tocando em um festival, depois voltando ao estúdio, depois voltando pra shows de novo. Foi muito intenso e muito cansativo... [eu] explodi algumas vezes – acho que todos explodimos em algum momento, porque não queríamos entregar nada além do melhor. Eu acho que nós provamos que tocar rápido era algo em que nós éramos bons, então desta vez eu queria trazer ainda mais diversidade à nossa música. É ótimo desafiar a nós mesmos em vez de ficar em uma zona de conforto. | ” |

A décima faixa "The Edge of the World" é a mais longa do DragonForce com 11 minutos e 3 segundos. Quando perguntado pela inspiração para escrevê-la, Sam explicou que a ideia veio da faixa título do álbum do Iron Maiden Seventh Son of a Seventh Son. "Silence" foi inspirada por um amigo de Frédéric que cometeu suicídio.

### Capa
Segundo Herman, o portal no meio da capa é um buraco de minhoca. Ele simboliza a energia atemporal da música do DragonForce, pois uma grande quantidade de energia seria necessária para abrir um buraco de minhoca, se isso um dia for possível. Além disso, ele simboliza como pessoas de qualquer parte do mundo podem chegar a diferentes épocas através dele, fortalecendo o clima escapista do álbum. O dragão na capa representa o espírito da banda.

## Faixas
| N.º | Título                                                         | Letras                   | Música                  | Duração |  |
| 1.  | "Reaching into Infinity" (Chegando ao Infinito (instrumental)) |                          | Frédéric Leclercq       | 1:25    |  |
| 2.  | "Ashes of the Dawn" (Cinzas do Amanhecer)                      | Leclercq                 | Leclercq                | 4:33    |  |
| 3.  | "Judgement Day" (Dia do Julgamento)                            | Sam Totman               | Totman, Vadim Pruzhanov | 6:13    |  |
| 4.  | "Astral Empire" (Império Astral)                               | Totman, Leclercq         | Leclercq                | 5:24    |  |
| 5.  | "Curse of Darkness" (Maldição de Escuridão)                    | Leclercq                 | Leclercq                | 5:35    |  |
| 6.  | "Silence" (Silêncio)                                           | Leclercq, Marc Hudson    | Leclercq                | 4:50    |  |
| 7.  | "Midnight Madness" (Loucura da Meia-Noite)                     | Totman                   | Totman                  | 6:21    |  |
| 8.  | "WAR!" (GUERRA!)                                               | Leclercq, Hudson         | Leclercq                | 5:19    |  |
| 9.  | "Land of Shattered Dreams" (Terra de Sonhos Destroçados)       | Hudson                   | Totman, Leclercq        | 4:59    |  |
| 10. | "The Edge of the World" (A Extremidade do Mundo)               | Leclercq, Hudson, Totman | Leclercq                | 11:03   |  |
| 11. | "Our Final Stand" (Nossa Última Luta)                          | Leclercq, Hudson         | Leclercq                | 5:04    |  |

| Faixas bônus da edição limitada |                                           |                  |            |         |  |
| N.º                             | Título                                    | Letras           | Música     | Duração |  |
| 12.                             | "Hatred and Revenge" (Ódio e Vingança)    | Totman           | Totman     | 5:26    |  |
| 13.                             | "Evil Dead" (Mortos Maus; cover de Death) | Chuck Schuldiner | Schuldiner | 3:21    |  |

| Faixa bônus da edição japonesa |                                   |                  |           |         |  |
| N.º                            | Título                            | Letras           | Música    | Duração |  |
| 14.                            | "Gloria" (Glória; cover do ZIGGY) | Juichi Morishige | Morishige | 5:01    |  |

| DVD bônus da edição especial (DragonForce ao vivo no Woodstock Festival (Polônia) de 2016) |                                                                                                  |                   |        |         |  |
| N.º                                                                                        | Título                                                                                           | Letras            | Música | Duração |  |
| 1.                                                                                         | "Holding On" (Segurando-se)                                                                      | Totman, Li        | Totman | 6:36    |  |
| 2.                                                                                         | "Heroes of Our Time" (Heróis de Nosso Tempo)                                                     | Totman, Li        | Totman | 9:11    |  |
| 3.                                                                                         | "Operation Ground and Pound" (Operação ground and pound)                                         | Totman, ZP Theart | Totman | 7:50    |  |
| 4.                                                                                         | "Holding On" (Segurando-se; versão multi-ângulo com quatro câmeras)                              | Totman, Li        | Totman | 6:36    |  |
| 5.                                                                                         | "Heroes of Our Time" (Heróis de Nosso Tempo; versão multi-ângulo com quatro câmeras)             | Totman, Li        | Totman | 9:11    |  |
| 6.                                                                                         | "Operation Ground and Pound" (Operação ground and pound; versão multi-ângulo com quatro câmeras) | Totman, ZP Theart | Totman | 7:50    |  |

## Créditos
DragonForce
- Marc Hudson – vocais, vocais de apoio
- Herman Li – guitarras, vocais de apoio
- Sam Totman – guitarras, vocais de apoio
- Frédéric Leclercq – baixo, solos de guitarra em "The Edge of the World" e "Our Final Stand",[13] vocais de apoio, corais de batalha[13]
- Vadim Pruzhanov – teclados, piano, vocais de apoio
- Gee Anzalone – bateria, vocais de apoio

Músicos de apoio
- Clive Nolan – vocais de apoio
- Emily Alice Ovenden – vocais de apoio
- Dagge Hagelin, Ronny Milianowicz – corais de batalha
- André Alvinzi – teclados e programação adicionais
- Ronny Milianowicz – caixa marchante em "Reaching into Infinity"
- Francesco Ferrini e Francesco Paoli (MIDAS Productions) e Jon Phipps – orquestrações

Pessoal técnico
- Jens Bogren – produção, mixagem em todas as faixas da edição regular
- Johan Örnborg – mixagem nas faixas bônus da edição especial
- Tony Lindgren – masterização
- Linus Corneliusson – edição, assistência de mixagem
- Viktor Stenquist – engenharia
- Ludwig Näsvall – técnico de bateria de estúdio
- DragonForce – conceito da capa
- CadiesArt – capa, embalagem, arte do encarte e design

## Paradas
| Parada (2017)                          | Maior posição |
| -------------------------------------- | ------------- |
| Alemanha (Offizielle Deutsche Charts)  | 27            |
| Austrália (ARIA)                       | 35            |
| Áustria (Ö3 Austria Top 40)            | 34            |
| Bélgica (Ultratop Flandres)            | 57            |
| Bélgica (Ultratop Valônia)             | 98            |
| Escócia (Official Scottish Albums)     | 29            |
| Japanese International Albums (Oricon) | 14            |
| New Zealand Heatseekers Albums (RMNZ)  | 9             |
| Reino Unido (Official Albums Chart)    | 69            |
| Suíça (Schweizer Hitparade)            | 24            |